# Droomvisioen
Een droomvisioen is een literair genre, literaire kunstgreep of literaire conventie waarin de verteller in slaap valt en droomt. In de droom komt er meestal een gids voor, die de dromer kennis (vaak over religie of liefde) bezorgt die hij op geen enkele andere wijze kon hebben geleerd. Na het ontwaken neemt de verteller zich doorgaans voor om deze kennis te delen met andere mensen.
De conventie van het droomvisioen was tot de vijftiende eeuw populair in de Europese literatuur, eerst in Latijnse en later bijvoorbeeld in Middelengelse, Franse en Italiaanse teksten. Als in de droom een levenloos voorwerp voorkomt dat als gids optreedt, dan wordt gebruikgemaakt van de stijlfiguur van de prosopopee.

## Voorbeelden
De Middelengelse dichter Geoffrey Chaucer schreef verschillende werken waarin droomvisioenen voorkwamen: The Legend of Good Women, House of Fame, Book of the Duchess, Parliament of Fowls. Chaucers tijdgenoot William Langland was waarschijnlijk de schrijver van het allegorische droomvisioen The Vision of William concerning Piers the Plowman, of kortweg Piers Plowman genoemd.